# Toyota Grand Prix of Long Beach 2013
Der Toyota Grand Prix of Long Beach 2013 fand am 21. April auf dem Long Beach Grand Prix Circuit in Long Beach, Kalifornien, Vereinigte Staaten statt und war das dritte Rennen der IndyCar-Series-Saison 2013. Es war der 39. Toyota Grand Prix of Long Beach.

## Berichte

### Hintergründe
Nach dem Honda Indy Grand Prix of Alabama führte Hélio Castroneves in der Fahrerwertung mit 9 Punkten auf Scott Dixon und 13 Punkten auf Ryan Hunter-Reay.
Beim Toyota Grand Prix of Long Beach standen den Fahrern insgesamt 170 Sekunden zur Nutzung des Push-To-Pass-Buttons zu. Die Überholhilfe durfte im Rennen zehnmal aktiviert werden.
Zum Großen Preis von Long Beach wurde das Reifenreglement angepasst. Jeder Fahrer, der im ersten Training mehr als fünf Runden fährt, erhält für dieses Training einen zusätzlichen Satz der härteren Reifenmischung.
Mike Conway kehrte bei diesem Grand Prix in die IndyCar Series zurück. Er erhielt ein Cockpit bei Rahal Letterman Lanigan Racing, die ein zusätzliches Fahrzeug einsetzten. Conway hatte nach dem Grand Prix of Baltimore 2012 seine Motorsportkarriere auf Ovalen beendet, und war daher ohne Vollzeitcockpit für die Saison 2013.
Dario Franchitti ging beim Toyota Grand Prix of Long Beach zum 250. Mal bei einem IndyCar-Rennen an den Start.
Mit Sébastien Bourdais (dreimal), Will Power (zweimal), Castroneves, Franchitti, Hunter-Reay und Conway (jeweils einmal) traten sechs Sieger zu diesem Grand Prix an.

### Training
Im ersten Training fuhr James Hinchcliffe die schnellste Runde vor Conway und Takuma Satō. Kurz vor dem Ende des Trainings löste Josef Newgarden eine rote Flagge aus, indem er am Ende der Gegengerade in Kurve 9 geradeaus rutschte. Das zweite Training wurde viermal unterbrochen. Sebastián Saavedra fuhr in Kurve 6 in den Notausgang, da er sich verbremst hatte. Dort wendete er sein Fahrzeug und fuhr auf dem Weg zurück auf die Strecke in die Begrenzung. Die zweite Unterbrechung löste Justin Wilson aus, der in der achten Kurve in die Reifenstapel fuhr. Simona de Silvestro, die direkt hinter Wilson lag, gelang es nicht mehr, auszuweichen, und fuhr Wilson ins Heck. Für die dritte Unterbrechung war Dixon verantwortlich, der in Kurve 9 die Kontrolle über sein Fahrzeug verlor und mit der linken Seite in die Streckenbegrenzung einschlug. Dabei beschädigte er sich beide linken Aufhängungen. Die letzte Unterbrechung löste ein Unfall von E. J. Viso aus. Hunter-Reay war der schnellste Pilot vor Conway und Power.
Im dritten Training erzielte Simon Pagenaud die Bestzeit vor Power und Conway. Rote Flaggen lösten in diesem Training Power und Castroneves aus. Power nahm das Training nach einer Reparatur des Heckflügels wieder auf.

### Qualifying
Der erste Abschnitt des Zeitentrainings wurde in zwei Gruppen ausgetragen. Die sechs schnellsten Piloten jeder Gruppe kamen ins zweite Segment. Die restlichen Startpositionen wurden aus dem Ergebnis des ersten Qualifyingabschnitts bestimmt, wobei den Fahrern der ersten Gruppe die ungeraden Positionen ab 13, und den Fahrern der zweiten Gruppe die geraden Positionen ab 14 zugewiesen wurden. In der ersten Gruppe fuhr Franchitti die schnellste Runde, in der zweiten Gruppe war Power der schnellste Pilot. In der zweiten Gruppe drehte sich Dixon, wodurch Oriol Servià behindert wurde. Zunächst wurden beide Piloten bestraft, in dem ihnen die zwei schnellsten Runden gestrichen wurden. Nach einem Protest hob die Rennleitung die Strafe gegen Servià auf. Darüber hinaus wurden Marco Andretti die zwei schnellsten Runden gestrichen, da er J. R. Hildebrand blockiert hatte.
Im zweiten Segment der Qualifikation qualifizierten sich die sechs schnellsten Fahrer für den finalen Abschnitt. Conway erzielte die schnellste Rundenzeit. Neben ihm schafften es Power, Franchitti, Hunter-Reay, Satō und Castroneves in den dritten Teil des Qualifyings, die sogenannten Firestone Fast Six.
Franchitti fuhr schließlich die schnellste Zeit und erzielte die Pole-Position vor Hunter-Reay und Power.
Tristan Vautier wurde aufgrund eines vorzeitigen Motorenwechsels um zehn Startplätze nach hinten versetzt.

### Abschlusstraining
Im Abschlusstraining am Sonntagmorgen war Satō der schnellste Fahrer vor Newgarden und Viso.

### Rennen
Franchitti behielt die Führung beim Start vor Hunter-Reay, Satō, Power und Hinchcliffe. Weiter hinten gab es eine Kollision zwischen Dixon und Vautier. Dixon beschädigte sich dabei den Frontflügel und ging an die Box. Wenig später verunfallte Saavedra in Kurve 10. Dadurch wurde eine Gelbphase ausgelöst.
Beim Restart fuhr Castroneves im Fountain-Abschnitt in das Heck von Conway. Daraufhin musste Castroneves zu einem Reparaturstopp an die Box. Das Rennen verlief ohne Zwischenfälle, bis Charlie Kimball und Alex Tagliani in der 30. Runde kollidierten. Kimball verpasste den Bremspunkt und zog Tagliani, der auf der Außenbahn war, mit in die Reifenstapel. Die Kollision löste eine Gelbphase aus. Beide Piloten nahmen das Rennen wieder auf. Kurz zuvor war Franchitti unter grün an die Box gefahren und hatte die Führung an Power abgegeben. In der Gelbphase absolvierten die anderen Piloten ihre Boxenstopps und Satō übernahm die Führung vor Power, Franchitti, Conway und Graham Rahal. Power hatte Probleme mit der härteren Reifenmischung, die er nun verwendete, und verlor sukzessive Positionen.
Kurz nach dem Restart gab es eine Kollision. Hinchcliffe verpasste den Bremspunkt zur ersten Kurve und kollidierte zunächst mit Tony Kanaan und dann mit seinem Teamkollegen Viso. Hinchcliffes Rennen war durch diese Kollision umgehend beendet, Viso stand längere Zeit an der Box und absolvierte später noch einige Runden. Kurz nach dem Restart gab Conway mit Elektronikproblemen auf.
Satō führte das Rennen weiterhin an. In der 50. Runde verpasste Hunter-Reay beim Überrunden von Beatriz den Bremspunkt in der achten Kurve und schied dabei aus. Der Unfall löste eine Gelbphase aus, bei der die Piloten ihre letzten Boxenstopps absolvierten. Dabei kam es zu einem Zwischenfall in der Boxengasse. Vautier wurde zu früh von seiner Crew losfahren gelassen, sodass er mit dem vor ihm einbiegenden Power kollidierte. Power kam eine Runde später erneut zu Reparaturen an die Box. Dadurch verlor Power weitere Positionen. Vautier wurde für die Kollision mit einer Durchfahrtsstrafe belegt. Während der Gelbphase gab A. J. Allmendinger mit einem Getriebeschaden auf.
Beim Restart verteidigte Satō die Führung und behielt diese bis zum Ende des Rennens. Kurz vor dem Rennende kam es in der ersten Kurve zu einer Kollision zwischen Kanaan und Servià. Die beiden Piloten lagen zu diesem Zeitpunkt auf den Plätzen fünf und sechs. Während Kanaan ausschied, fuhr Servià weiter. Servià war zunächst mit einer 30-Sekunden-Zeitstrafe wegen vermeidbarem Kontakt belegt worden, die Rennleitung hob diese allerdings wieder auf. Bei dem Unfall verletzte sich Kanaan an der rechten Hand. Er erlitt einen Bänderriss. Das Rennen wurde unter Gelb beendet.
Satō erzielte schließlich seinen ersten Sieg im 52. IndyCar-Rennen. Er wurde damit zugleich zum ersten japanischen IndyCar-Sieger. Für A. J. Foyt Enterprises war es der erste IndyCar-Sieg seit dem Ameristar Casino Indy 200 2002. Dort gewann Airton Daré für den Rennstall. Den letzten Sieg des Teams auf einem Nicht-Ovalkurs erzielt A. J. Foyt beim Daily Empress Indy Silverstone 1978. Zudem war es für Satō der erste Sieg seit mehr als zehn Jahren. Zuletzt hatte er 2001 den Macau Grand Prix gewonnen. Teambesitzer A. J. Foyt war aufgrund gesundheitlicher Probleme nicht vor Ort.
Rahal wurde Zweiter vor Wilson und Franchitti. Wilson, der vom 24. Platz gestartete war, war in der Schlussphase an Franchitti vorbeigegangen. Damit standen zum ersten Mal in der Saison ausschließlich Honda-Piloten auf dem Podium. Mit größerem Abstand komplettierten Hildebrand, Servià, Andretti, Pagenaud, de Silvestro und Castroneves die Top 10. Power erzielte damit zum ersten Mal in seiner Karriere keine Top-10-Platzierung in Long Beach.
In der Gesamtwertung behielt Castroneves die Führung. Satō übernahm den zweiten Platz und verdrängte Dixon auf den dritten Rang.

## Meldeliste
Alle Teams und Fahrer verwendeten das Chassis Dallara DW12 mit einem Aero-Kit von Dallara und Reifen von Firestone.
| Team                                   | Nr. | Fahrer              | Motor     |
| -------------------------------------- | --- | ------------------- | --------- |
| Andretti Autosport                     | 01  | Ryan Hunter-Reay    | Chevrolet |
| Andretti Autosport                     | 25  | Marco Andretti      | Chevrolet |
| Andretti Autosport                     | 27  | James Hinchcliffe   | Chevrolet |
| Team Penske                            | 02  | A. J. Allmendinger  | Chevrolet |
| Team Penske                            | 03  | Hélio Castroneves   | Chevrolet |
| Team Penske                            | 12  | Will Power          | Chevrolet |
| Panther Racing                         | 04  | J. R. Hildebrand    | Chevrolet |
| Team Venezuela/Andretti Autosport/HVM  | 05  | E. J. Viso          | Chevrolet |
| Dragon Racing                          | 06  | Sebastian Saavedra  | Chevrolet |
| Dragon Racing                          | 07  | Sébastien Bourdais  | Chevrolet |
| Target Chip Ganassi Racing             | 09  | Scott Dixon         | Honda     |
| Target Chip Ganassi Racing             | 10  | Dario Franchitti    | Honda     |
| KV Racing Technology                   | 11  | Tony Kanaan         | Chevrolet |
| KV Racing Technology                   | 78  | Simona de Silvestro | Chevrolet |
| A. J. Foyt Enterprises                 | 14  | Takuma Satō         | Honda     |
| Rahal Letterman Lanigan Racing         | 15  | Graham Rahal        | Honda     |
| Rahal Letterman Lanigan Racing         | 16  | James Jakes         | Honda     |
| Rahal Letterman Lanigan Racing         | 17  | Mike Conway         | Honda     |
| Dale Coyne Racing                      | 18  | Ana Beatriz         | Honda     |
| Dale Coyne Racing                      | 19  | Justin Wilson       | Honda     |
| Ed Carpenter Racing                    | 20  | Ed Carpenter        | Chevrolet |
| Panther DRR                            | 22  | Oriol Servià        | Chevrolet |
| Schmidt Peterson Motorsports           | 55  | Tristan Vautier     | Honda     |
| Sarah Fisher Hartman Racing            | 67  | Josef Newgarden     | Honda     |
| Schmidt Hamilton Motorsports           | 77  | Simon Pagenaud      | Honda     |
| Novo Nordisk Chip Ganassi Racing       | 83  | Charlie Kimball     | Honda     |
| Bryan Herta Autosport w/Curb-Agajanian | 98  | Alex Tagliani       | Honda     |

Quelle: 

## Klassifikationen

### Qualifying
| Pos. | Fahrer              | Team                                   | Fahrzeug          | Gruppe 1   | Gruppe 2  | Top 12    | FF6       | Start |
| ---- | ------------------- | -------------------------------------- | ----------------- | ---------- | --------- | --------- | --------- | ----- |
| 01   | Dario Franchitti    | Target Chip Ganassi Racing             | Dallara-Honda     | 1:07,3356  | —         | 1:07,2683 | 1:07,2379 | 01    |
| 02   | Ryan Hunter-Reay    | Andretti Autosport                     | Dallara-Chevrolet | —          | 1:07,8861 | 1:07,3092 | 1:07,2934 | 02    |
| 03   | Will Power          | Team Penske                            | Dallara-Chevrolet | —          | 1:07,5461 | 1:07,2619 | 1:07,3987 | 03    |
| 04   | Takuma Satō         | A. J. Foyt Enterprises                 | Dallara-Honda     | 1:07,5920  | —         | 1:07,3505 | 1:07,4472 | 04    |
| 05   | Mike Conway         | Rahal Letterman Lanigan Racing         | Dallara-Honda     | 1:07,5681  | —         | 1:07,1937 | 1:07,5994 | 05    |
| 06   | Hélio Castroneves   | Team Penske                            | Dallara-Chevrolet | —          | 1:08,0403 | 1:07,4339 | 1:07,9698 | 06    |
| 07   | James Hinchcliffe   | Andretti Autosport                     | Dallara-Chevrolet | —          | 1:07,7425 | 1:07,4358 | —         | 07    |
| 08   | Tony Kanaan         | KV Racing Technology                   | Dallara-Chevrolet | 1:07,7030  | —         | 1:07,5891 | —         | 08    |
| 09   | Charlie Kimball     | Novo Nordisk Chip Ganassi Racing       | Dallara-Honda     | —          | 1:07,9039 | 1:07,6306 | —         | 09    |
| 10   | E. J. Viso          | Team Venezuela/Andretti Autosport/HVM  | Dallara-Chevrolet | 1:07,7695  | —         | 1:07,7209 | —         | 10    |
| 11   | Graham Rahal        | Rahal Letterman Lanigan Racing         | Dallara-Honda     | 1:07,8597  | —         | 1:07,7799 | —         | 11    |
| 12   | J. R. Hildebrand    | Panther Racing                         | Dallara-Chevrolet | —          | 1:08,1290 | 1:07,7902 | —         | 12    |
| 13   | James Jakes         | Rahal Letterman Lanigan Racing         | Dallara-Honda     | 1:07,9185  | —         | —         | —         | 13    |
| 14   | A. J. Allmendinger  | Team Penske                            | Dallara-Chevrolet | —          | 1:08,2001 | —         | —         | 14    |
| 15   | Sébastien Bourdais  | Dragon Racing                          | Dallara-Chevrolet | 1:07,9823  | —         | —         | —         | 15    |
| 16   | Josef Newgarden     | Sarah Fisher Hartman Racing            | Dallara-Honda     | —          | 1:08,2579 | —         | —         | 16    |
| 17   | Simon Pagenaud      | Schmidt Hamilton Motorsports           | Dallara-Honda     | 1:07,9979  | —         | —         | —         | 17    |
| 18   | Oriol Servià        | Panther DRR                            | Dallara-Chevrolet | —          | 1:08,2889 | —         | —         | 18    |
| 19   | Tristan Vautier     | Schmidt Peterson Motorsports           | Dallara-Honda     | 1:08,1512  | —         | —         | —         | 27    |
| 20   | Simona de Silvestro | KV Racing Technology                   | Dallara-Chevrolet | —          | 1:08,3173 | —         | —         | 19    |
| 21   | Sebastian Saavedra  | Dragon Racing                          | Dallara-Chevrolet | 1:08,4404  | —         | —         | —         | 20    |
| 22   | Alex Tagliani       | Bryan Herta Autosport w/Curb-Agajanian | Dallara-Honda     | —          | 1:08,6431 | —         | —         | 21    |
| 23   | Ana Beatriz         | Dale Coyne Racing                      | Dallara-Honda     | 1:09,9133  | —         | —         | —         | 22    |
| 24   | Ed Carpenter        | Ed Carpenter Racing                    | Dallara-Chevrolet | —          | 1:09,0318 | —         | —         | 23    |
| 25   | Justin Wilson       | Dale Coyne Racing                      | Dallara-Honda     | keine Zeit | —         | —         | —         | 24    |
| 26   | Marco Andretti      | Andretti Autosport                     | Dallara-Chevrolet | —          | 1:09,4506 | —         | —         | 25    |
| 27   | Scott Dixon         | Target Chip Ganassi Racing             | Dallara-Honda     | —          | 1:09,6706 | —         | —         | 26    |

Anmerkungen
1. ↑  Tristan Vautier wurde aufgrund eines vorzeitigen Motorenwechsels um 10 Positionen nach hinten versetzt.

Quellen: 

### Rennen
| Pos. | Fahrer              | Team                                   | Fahrzeug          | Runden | Zeit         | Start | Führungsrunden |
| ---- | ------------------- | -------------------------------------- | ----------------- | ------ | ------------ | ----- | -------------- |
| 01   | Takuma Satō         | A. J. Foyt Enterprises                 | Dallara-Honda     | 80     | 1:50:08,7155 | 04    | 50             |
| 02   | Graham Rahal        | Rahal Letterman Lanigan Racing         | Dallara-Honda     | 80     | + 5,3612     | 11    | 0              |
| 03   | Justin Wilson       | Dale Coyne Racing                      | Dallara-Honda     | 80     | + 8,2386     | 24    | 0              |
| 04   | Dario Franchitti    | Target Chip Ganassi Racing             | Dallara-Honda     | 80     | + 12,3573    | 01    | 27             |
| 05   | J. R. Hildebrand    | Panther Racing                         | Dallara-Chevrolet | 80     | + 28,2402    | 12    | 0              |
| 06   | Oriol Servià        | Panther DRR                            | Dallara-Chevrolet | 80     | + 29,4683    | 18    | 0              |
| 07   | Marco Andretti      | Andretti Autosport                     | Dallara-Chevrolet | 80     | + 30,2703    | 25    | 0              |
| 08   | Simon Pagenaud      | Schmidt Hamilton Motorsports           | Dallara-Honda     | 80     | + 31,8674    | 17    | 0              |
| 09   | Simona de Silvestro | KV Racing Technology                   | Dallara-Chevrolet | 80     | + 33,1224    | 19    | 0              |
| 10   | Hélio Castroneves   | Team Penske                            | Dallara-Chevrolet | 80     | + 33,4118    | 06    | 0              |
| 11   | Scott Dixon         | Target Chip Ganassi Racing             | Dallara-Honda     | 80     | + 33,6278    | 26    | 0              |
| 12   | James Jakes         | Rahal Letterman Lanigan Racing         | Dallara-Honda     | 80     | + 35,0645    | 13    | 0              |
| 13   | Josef Newgarden     | Sarah Fisher Hartman Racing            | Dallara-Honda     | 80     | + 35,8945    | 16    | 0              |
| 14   | Ana Beatriz         | Dale Coyne Racing                      | Dallara-Honda     | 80     | + 36,3442    | 22    | 0              |
| 15   | Sébastien Bourdais  | Dragon Racing                          | Dallara-Chevrolet | 80     | + 36,5936    | 15    | 0              |
| 16   | Will Power          | Team Penske                            | Dallara-Chevrolet | 80     | + 43,0022    | 03    | 02             |
| 17   | Tristan Vautier     | Schmidt Peterson Motorsports           | Dallara-Honda     | 80     | + 51,7961    | 27    | 0              |
| 18   | Ed Carpenter        | Ed Carpenter Racing                    | Dallara-Chevrolet | 80     | + 56,4533    | 23    | 0              |
| 19   | Alex Tagliani       | Bryan Herta Autosport w/Curb-Agajanian | Dallara-Honda     | 79     | + 1 Runde    | 21    | 0              |
| 20   | Tony Kanaan         | KV Racing Technology                   | Dallara-Chevrolet | 78     | DNF          | 08    | 0              |
| 21   | Charlie Kimball     | Novo Nordisk Chip Ganassi Racing       | Dallara-Honda     | 78     | + 1 Runde    | 09    | 0              |
| 22   | E. J. Viso          | Team Venezuela/Andretti Autosport/HVM  | Dallara-Chevrolet | 53     | DNF          | 10    | 0              |
| 23   | A. J. Allmendinger  | Team Penske                            | Dallara-Chevrolet | 51     | DNF          | 14    | 0              |
| 24   | Ryan Hunter-Reay    | Andretti Autosport                     | Dallara-Chevrolet | 49     | DNF          | 02    | 01             |
| 25   | Mike Conway         | Rahal Letterman Lanigan Racing         | Dallara-Honda     | 38     | DNF          | 05    | 0              |
| 26   | James Hinchcliffe   | Andretti Autosport                     | Dallara-Chevrolet | 34     | DNF          | 07    | 0              |
| 27   | Sebastian Saavedra  | Dragon Racing                          | Dallara-Chevrolet | 01     | DNF          | 20    | 0              |

Quellen: 

#### Führungsabschnitte
| Abschnitt | Runden | Fahrer           |
| --------- | ------ | ---------------- |
| 1         | 1–6    | Dario Franchitti |
| 2         | 7      | Ryan Hunter-Reay |
| 3         | 8–28   | Dario Franchitti |
| 4         | 29–30  | Will Power       |
| 5         | 31–80  | Takuma Satō      |

Quellen: 

#### Gelbphasen
| Nr. | Dauer | Runden | Grund für Gelbphase                                               |
| --- | ----- | ------ | ----------------------------------------------------------------- |
| 1   | 3–6   | 4      | Kontakt: Sebastián Saavedra (#6) in Kurve 10                      |
| 2   | 30–33 | 4      | Kontakt: Charlie Kimball (#83) und Alex Tagliani (#98) in Kurve 8 |
| 3   | 35–37 | 3      | Kontakt: Tony Kanaan (#11) und James Hinchcliffe (#27) in Kurve 1 |
| 4   | 51–54 | 4      | Kontakt: Ryan Hunter-Reay (#1) in Kurve 8                         |
| 5   | 80    | 1      | Kontakt: Tony Kanaan (#11) und Oriol Servià (#22) in Kurve 1      |

Quellen: 

## Punktestände nach dem Rennen

### Fahrerwertung
Die Punktevergabe wird hier erläutert.
| Pos. | Fahrer              | Punkte |
| ---- | ------------------- | ------ |
| 01.  | Hélio Castroneves   | 99     |
| 02.  | Takuma Satō         | 93     |
| 03.  | Scott Dixon         | 89     |
| 04.  | Marco Andretti      | 87     |
| 05.  | Justin Wilson       | 81     |
| 06.  | Ryan Hunter-Reay    | 73     |
| 07.  | Graham Rahal        | 66     |
| 08.  | Will Power          | 62     |
| 09.  | Simona de Silvestro | 62     |

| Pos. | Fahrer             | Punkte |
| ---- | ------------------ | ------ |
| 10.  | James Hinchcliffe  | 61     |
| 11.  | Charlie Kimball    | 60     |
| 12.  | Tony Kanaan        | 59     |
| 13.  | Simon Pagenaud     | 58     |
| 14.  | Oriol Servià       | 57     |
| 15.  | J. R. Hildebrand   | 54     |
| 16.  | E. J. Viso         | 52     |
| 17.  | Alex Tagliani      | 50     |
| 18.  | Sébastien Bourdais | 48     |

| Pos. | Fahrer             | Punkte |
| ---- | ------------------ | ------ |
| 19.  | Josef Newgarden    | 46     |
| 20.  | Dario Franchitti   | 44     |
| 21.  | Tristan Vautier    | 42     |
| 22.  | James Jakes        | 40     |
| 23.  | Ed Carpenter       | 36     |
| 24.  | Ana Beatriz        | 30     |
| 25.  | Sebastian Saavedra | 25     |
| 26.  | A. J. Allmendinger | 18     |
| 27.  | Mike Conway        | 5      |